# Jean Carzou
Jean Carzou, pseudonyme de Karnik Zouloumian, né à Alep (Syrie) le 1er janvier 1907, et mort à Marsac-sur-l'Isle (Dordogne) le 12 août 2000, est un peintre, lithographe, graveur (eau-forte, pointe-sèche) et décorateur français d'origine arménienne.

## Biographie

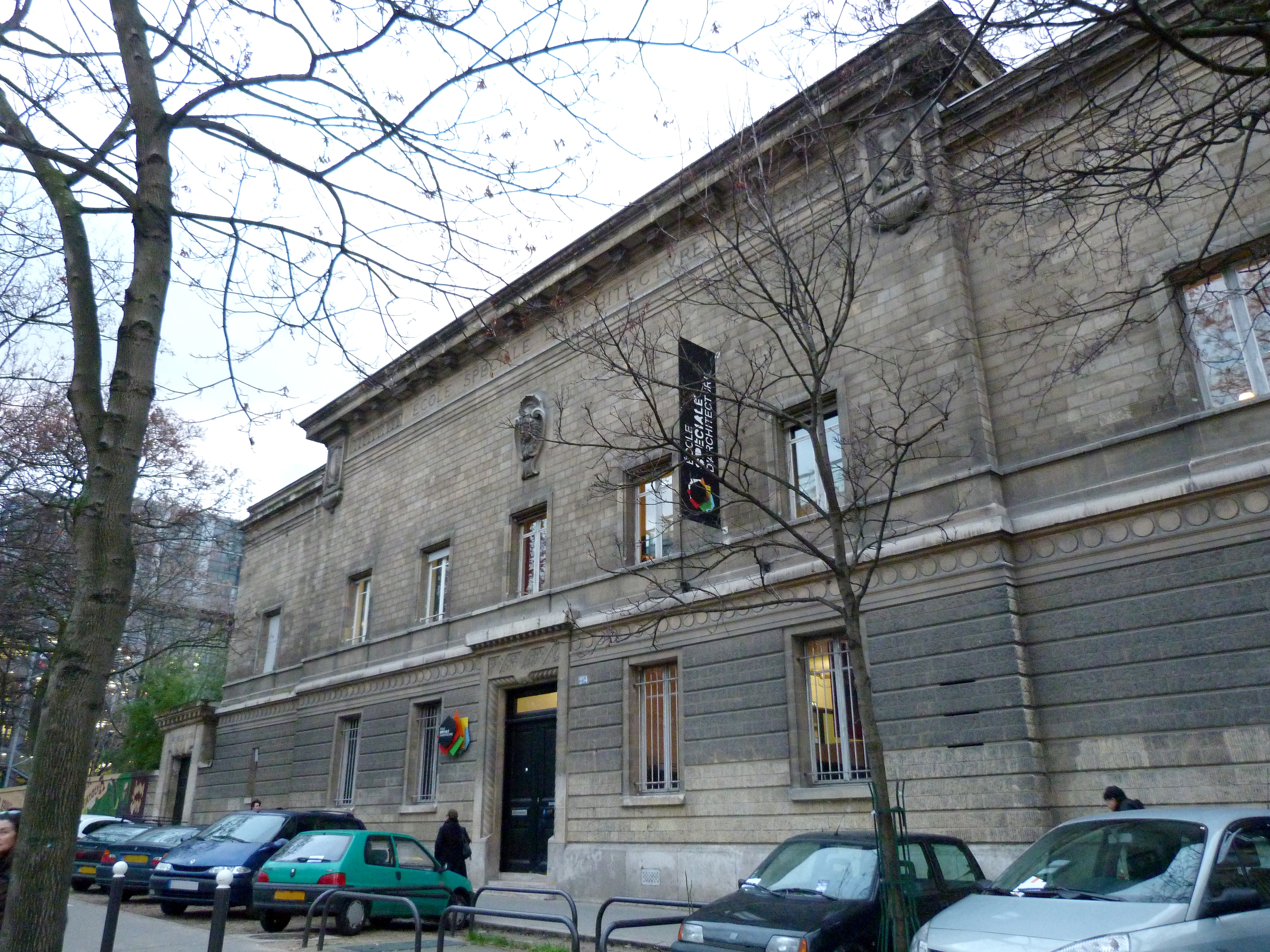
École spéciale d'architecture, Paris.

Né en Syrie, à Alep, le 1er janvier 1907, au sein d'une famille arménienne, de son vrai nom Garnik Zouloumian, orphelin de père très jeune, il étudie d'abord chez les Pères maristes, puis au lycée français du Caire où, en 1924, ses brillants résultats scolaires lui valent une bourse de la communauté arménienne.

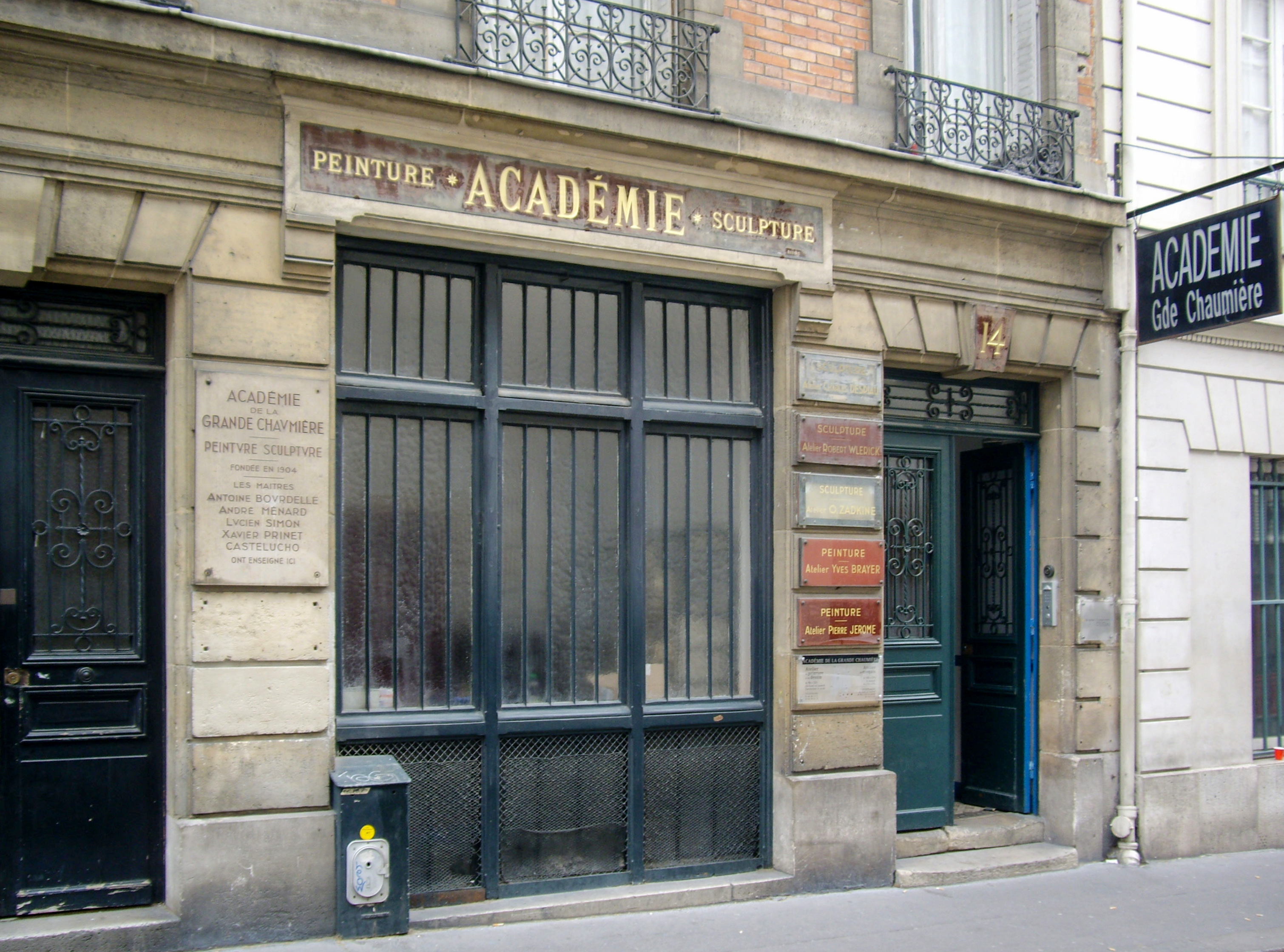
Académie de la Grande Chaumière, Paris.

Il rejoint ainsi Paris où il entre à l'École spéciale d'architecture dont il sera diplômé en 1928, études « en dépit desquelles il sera un peintre autodidacte ». À l’approche des années 1930, il « fait des ronds, des carrés » à Montparnasse. Il fréquente librement l'Académie de la Grande Chaumière, plus particulièrement l'atelier d'Édouard Goerg dont il restera l'ami, vivote grâce à ses caricatures d’hommes politiques publiées dans la presse (sa caricature d'Adolf Hitler en Père Noël allemand paraît lors de la fête de Noël 1933) et à ses dessins sur tissus. Il peint « loin des écoles ». Mais, observe Pierre Mazars, « il aime à regarder longuement les choses jusqu'à ce que leurs contours se mettent à bouger et à se brouiller : de là lui vient cette écriture particulière qui n'est aucunement un procédé mais le résultat de ce que l'on pourrait appeler cet affût permanent du peintre ». Ses premiers vrais sujets sont, vers 1945, les malheurs de la guerre, évoqués avec « des ruines et des canons, des armes cassées et des débris ».
Il commence à exposer, dans les divers Salons parisiens, notamment au Salon des indépendants, aux Tuileries, au Salon d'automne, etc. Il organise aussi des expositions particulières de ses œuvres à Paris, en province et à l'étranger. Sa première exposition particulière est en 1939 dans une galerie de la rue de Seine à Paris. La France, la Grande-Bretagne, les États-Unis, le Liban, l’Égypte, le Japon ont accueilli plusieurs de ses expositions d’encres, de crayons, de gouaches ou de pastels étranges. Il participe aussi à plusieurs expositions officielles organisées par la France hors d'Europe, et reçoit le prestigieux prix Hallmark à trois reprises (en 1949, 1952 et 1955), ainsi que le prix du public des peintres témoins de leur temps en 1953.
Devenu parisien, il déménage à diverses reprises, habitant successivement : 34, rue Desnouettes 15e - 2 rue Gustave-Larroumet 15e - 40 rue des Jeûneurs 2e - 16 rue Théophraste-Renaudot 15e - 6 rue Léon-Séché 15e - 26 rue de la Sablière 14e - 23 rue des Plantes 14e. Ses principaux ateliers sont situés au 26 rue des Plantes 14e, 228 boulevard Raspail 14e et 235 boulevard Jean-Maurel à Vence. Il fera également l'acquisition d'une maison au Vaudoué en 1960.

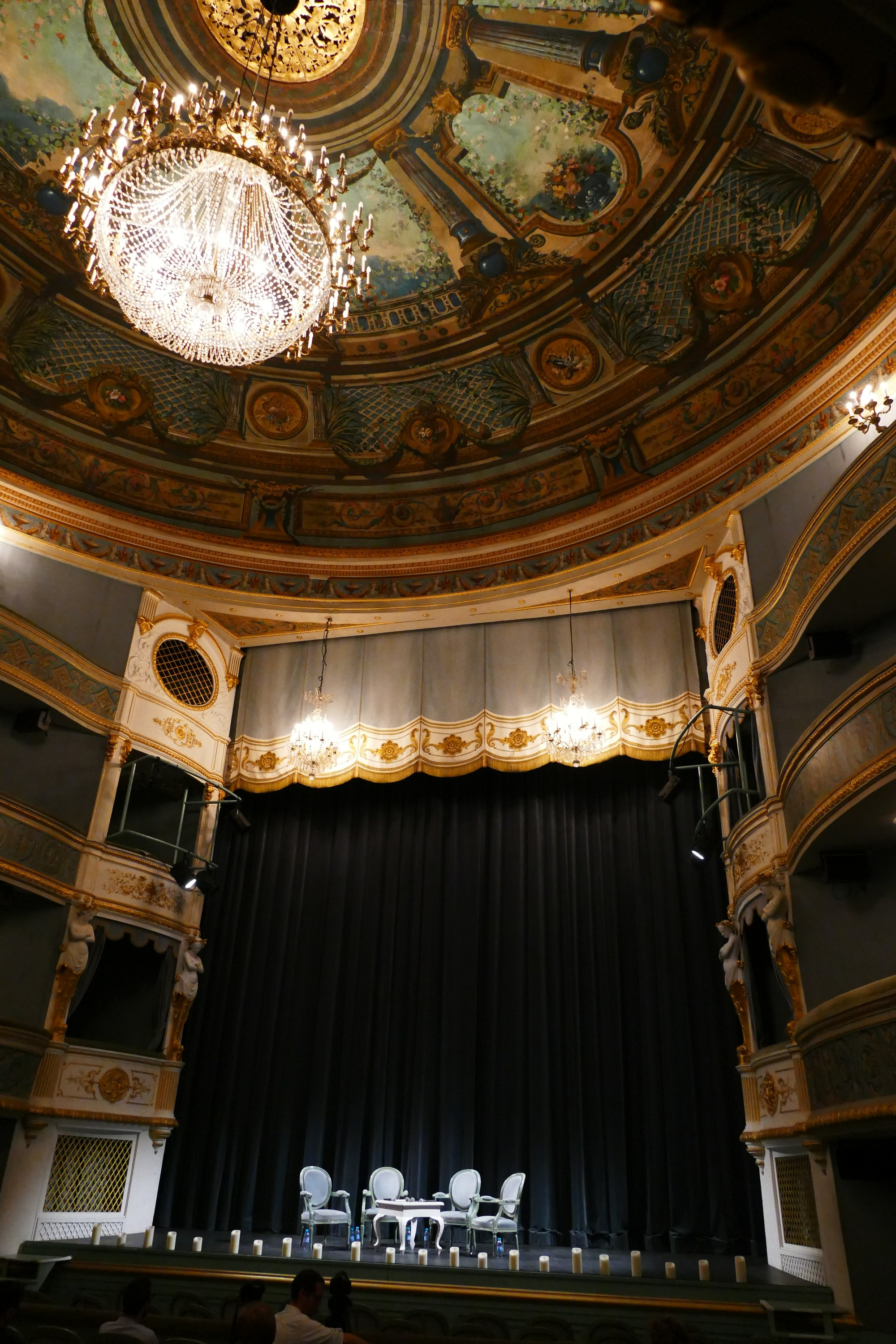
Versailles, le théâtre Montansier.

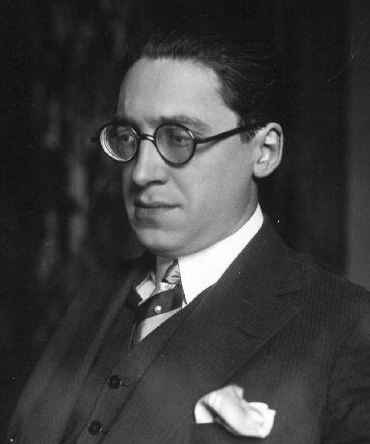
Maurice Lehmann.

Il épouse en 1936 Jeanne Gabrielle Blanc, dite Nane († mars 1998), « une provençale de beauté classique, aux yeux clairs, avec laquelle il apprend le bonheur de vivre ». Il est le père du réalisateur de télévision Jean-Marie Carzou, né en 1938, et le grand-père de l'écrivain et journaliste Louis Carzou.
Il est aussi décorateur de théâtre, notamment pour Les Indes galantes de Jean-Philippe Rameau, mises en scène par Maurice Lehmann à l'Opéra de Paris en 1952, où il est dit « qu'il renoue là avec la féerie du XVIIIe siècle français », pour Le Loup, le ballet de Roland Petit créé en 1953, pour Giselle à l'Opéra de Paris en 1954, pour Athalie à la Comédie-Française en 1955, pour After Eden dansé par les ballets Harkness aux États-Unis en 1966, pour Jeanne et ses juges de Thierry Maulnier mise en scène par Marcelle Tassencourt au théâtre Montansier de Versailles en 1968 ou pour La Périchole de Jacques Offenbach,, mise en scène en 1969 par Maurice Lehmann au Théâtre de Paris.
En 1977, il dessine lui-même son épée d'académicien avant de faire son entrée à l'Académie des beaux-arts au fauteuil de Jean Bouchaud. Pourfendeur du laxisme de la société moderne en général, et du cubisme en particulier, il estime que Picasso est « une personnalité qui ne fait pas de la peinture ». Lors de son discours d'inauguration à l'Académie, Carzou s'en prend violemment à l'art moderne. Son successeur Zao Wou-Ki résume : « Jean Carzou savait, lorsque cela lui semblait nécessaire, affirmer et défendre ses idées. Il a exposé, dans ce discours, une vision apocalyptique de l’avenir au travers de ses réflexions sur la peinture. Il a pointé d’un doigt accusateur Cézanne et Picasso. Il les a rendus directement responsables d’une libération de la peinture qu’il considérait trop grande, à tel point, qu’elle risquait en quelque sorte de s’autodétruire. Pour ce peintre-artisan, les avant-gardes développées autour des années cinquante sont trop éloignées de cette grande tradition française à laquelle il était si attaché ». Selon lui, seuls Claude Lorrain, Watteau et Salvador Dalí sont « de grands peintres ». Il achète aussi des œuvres de ses collègues peintres figuratifs, et notamment de Maurice Boitel à la galerie Drouet, faubourg Saint-Honoré, au début des années 1980.

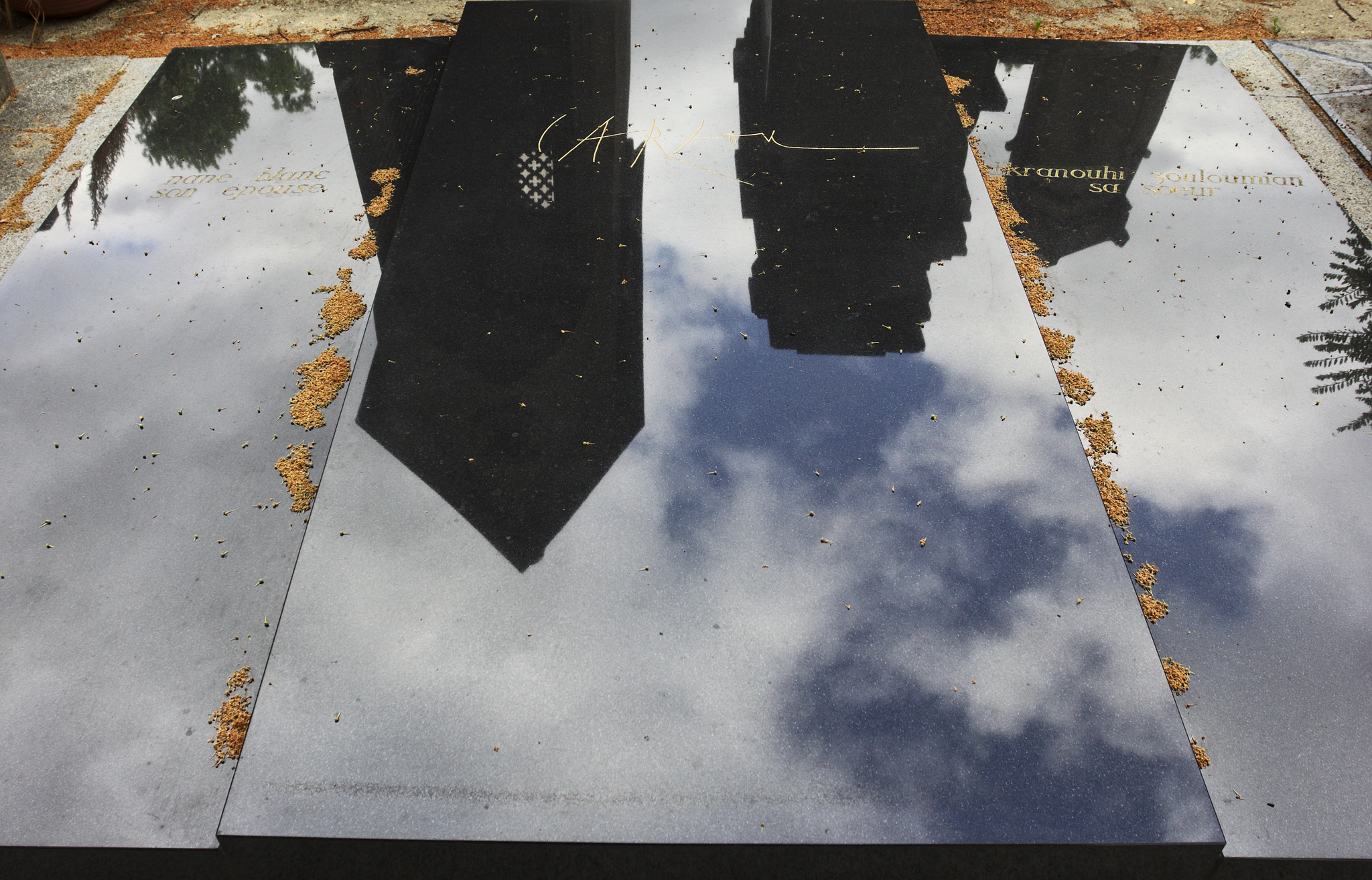
Cimetière du Montparnasse, sépulture de Carzou.

Auteur d'une importante œuvre lithographique et d'illustration (Les Illuminations de Rimbaud) et de tapisseries, décorateur de chapelle de l'église du couvent de la Présentation de Manosque devenue Fondation Carzou en 1991, l'artiste voit son œuvre consacrée en 1986, à Vence (Alpes-Maritimes), avec l'ouverture d'un musée privé à son nom, mais qui sera fermé quelques années plus tard.
Jean Carzou meurt le 12 août 2000 dans la maison de retraite de Marsac-sur-l'Isle, en Dordogne,,. Il repose dans la 25e division du cimetière du Montparnasse à Paris où la dalle de sa sépulture est revêtue de sa signature.
« Qu'a apporté Carzou ? Une écriture et un style à la fois. Écriture fouillée, tissée, filée, où le mélange savant de droites et d'arabesques, fruit de la sûreté du dessin, concourt aux effets de perspective comme de composition générale de l'œuvre, ainsi qu'au mystère le plus souvent recherché par le peintre ». On retiendra avec Patrick-F. Barrer que « volontairement en marge des grands mouvements picturaux, Jean Carzou, tout en inscrivant parfaitement son œuvre dans une époque dont il s'est fait le témoin, a su inventer, imposer et préserver un style des plus particuliers ». Carzou demeure ainsi « parmi les artistes marquants de notre époque : il en a traduit mieux que quiconque les inquiétudes, les dangers, les réalisations grandioses et angoissantes mais, c'est là son originalité, il a su l'exprimer avec poésie ».

## Expositions

### Expositions personnelles

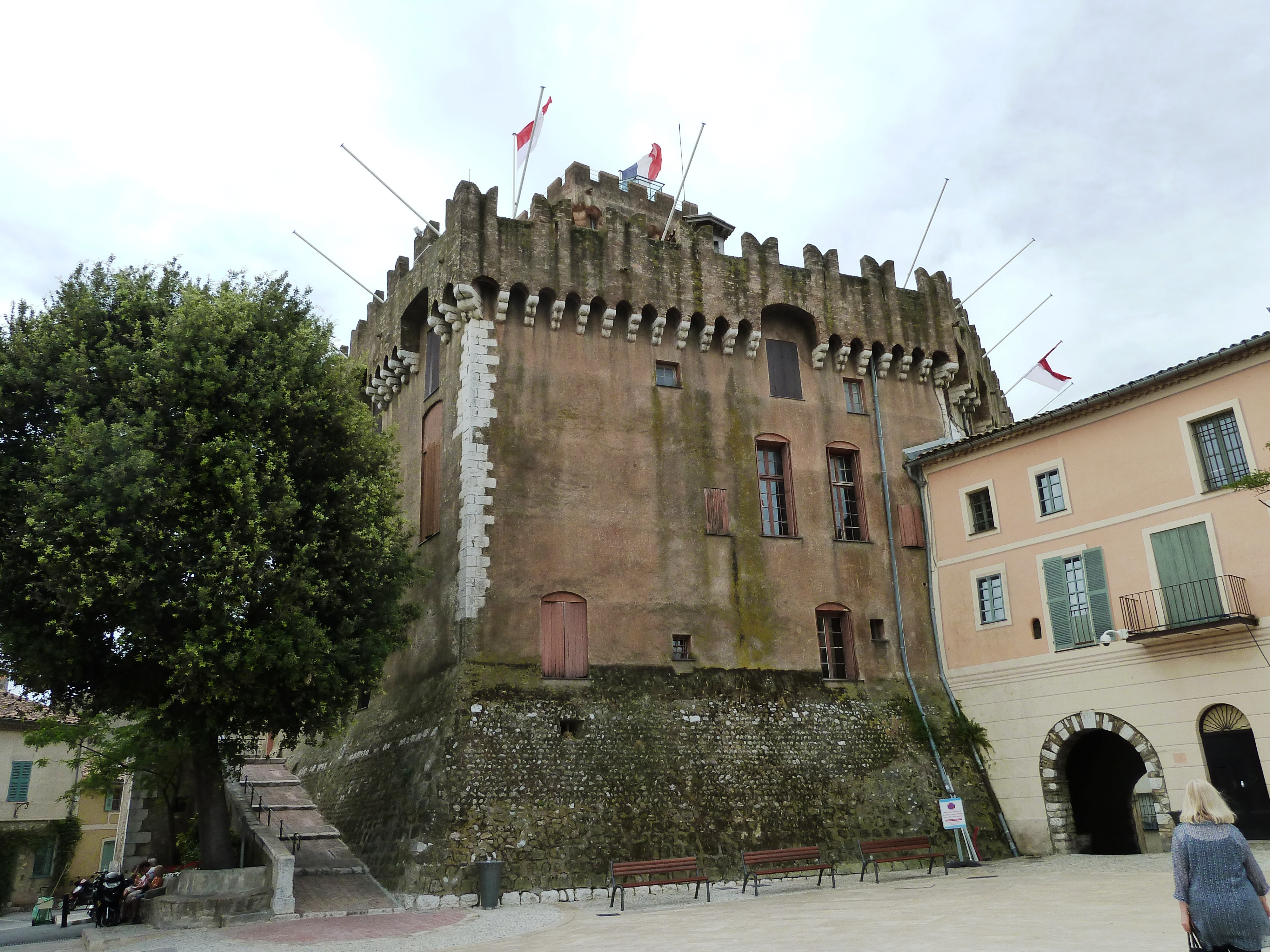
Château Grimaldi, Cagnes-sur-Mer.

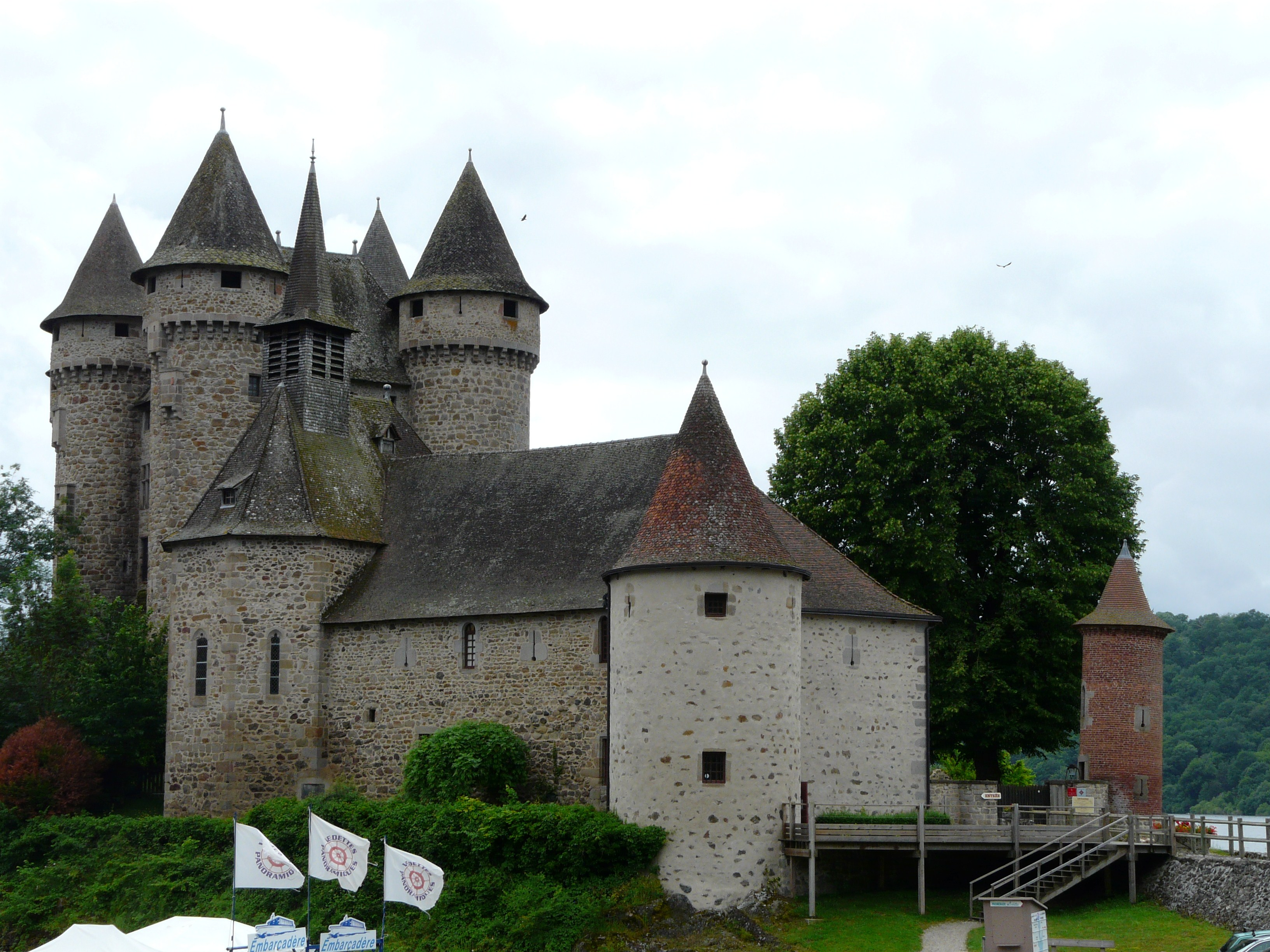
Château de Val, Lanobre.

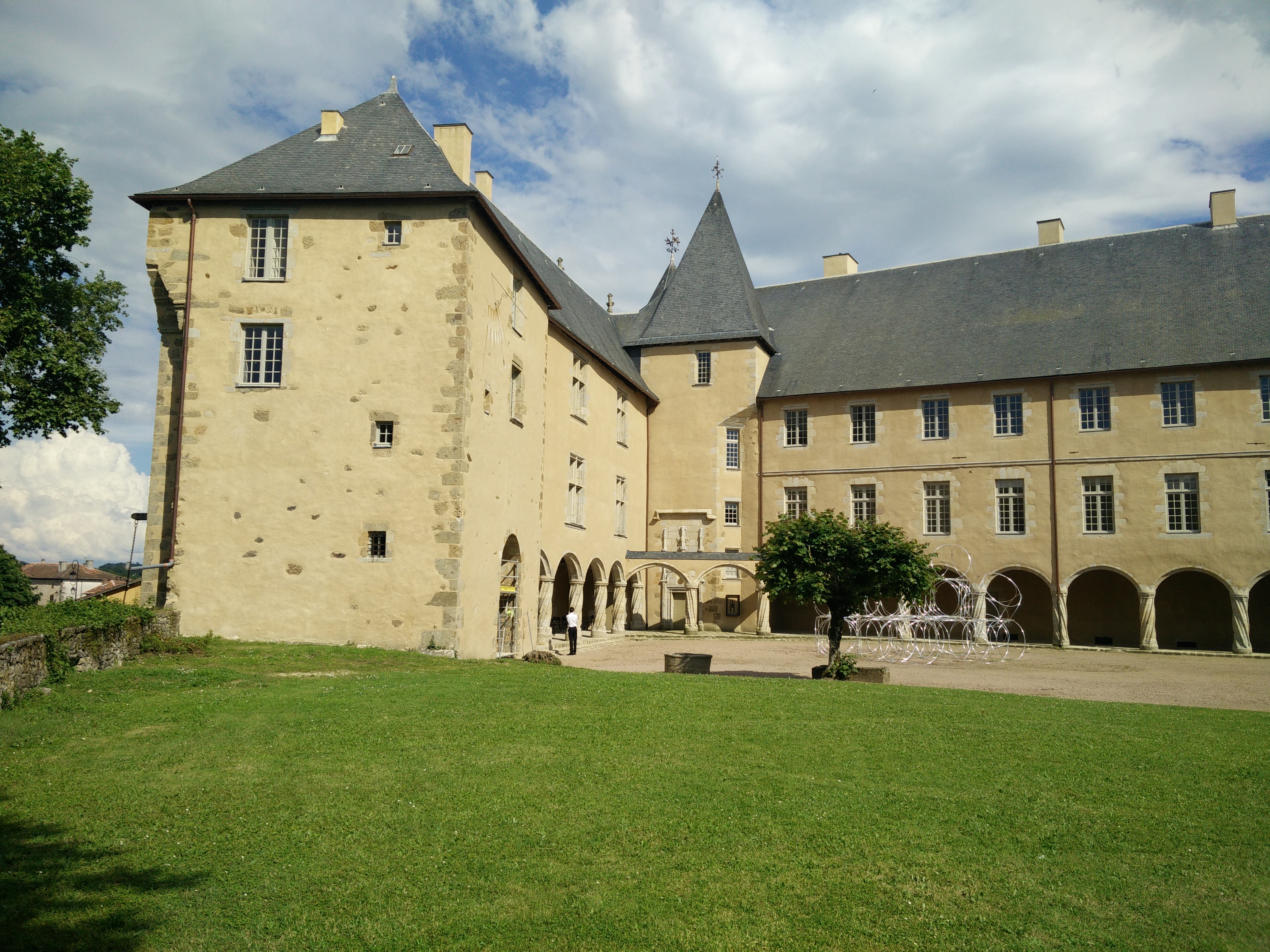
Château de Rochechouart.

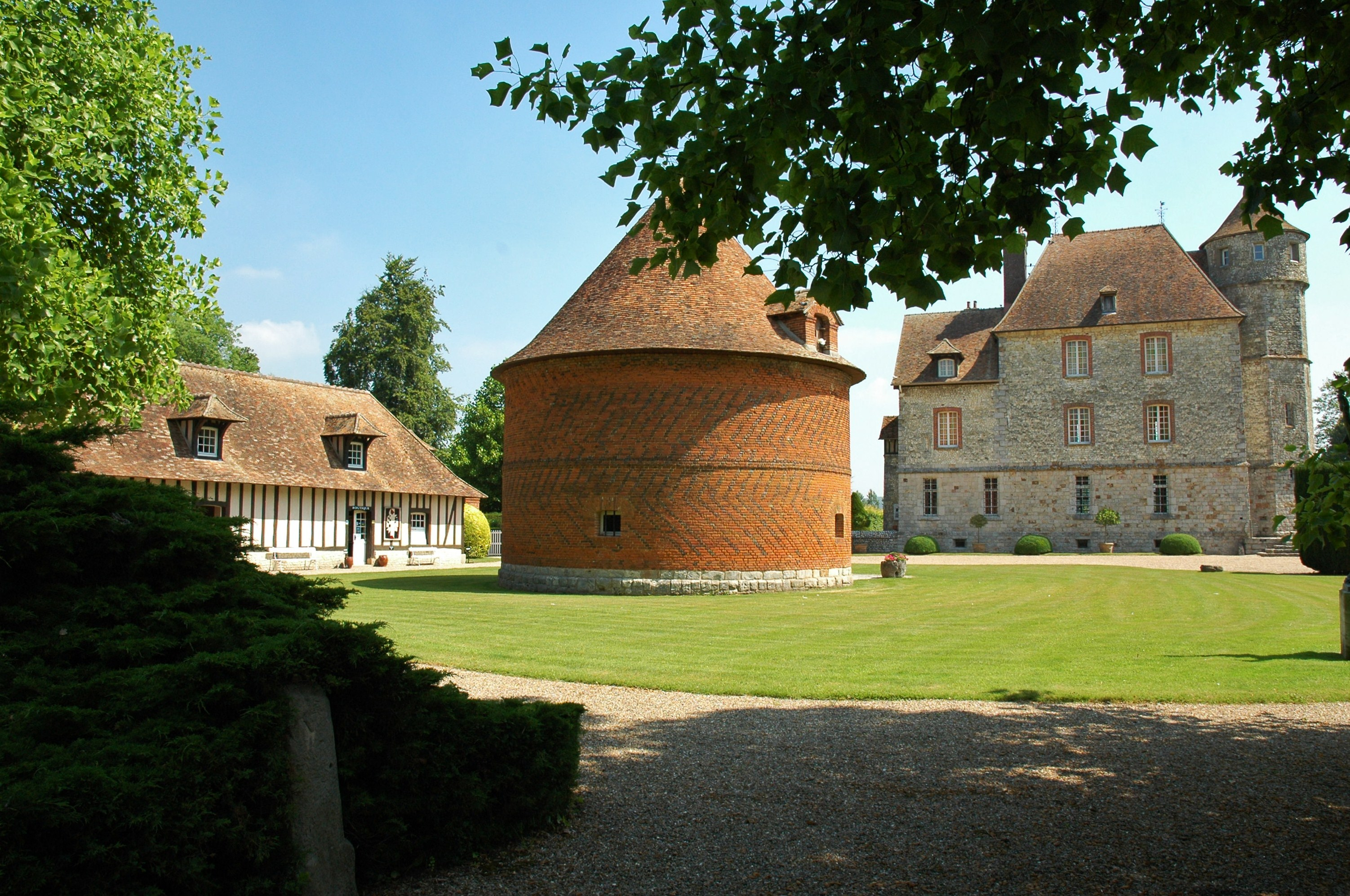
Château de Vascoeuil.

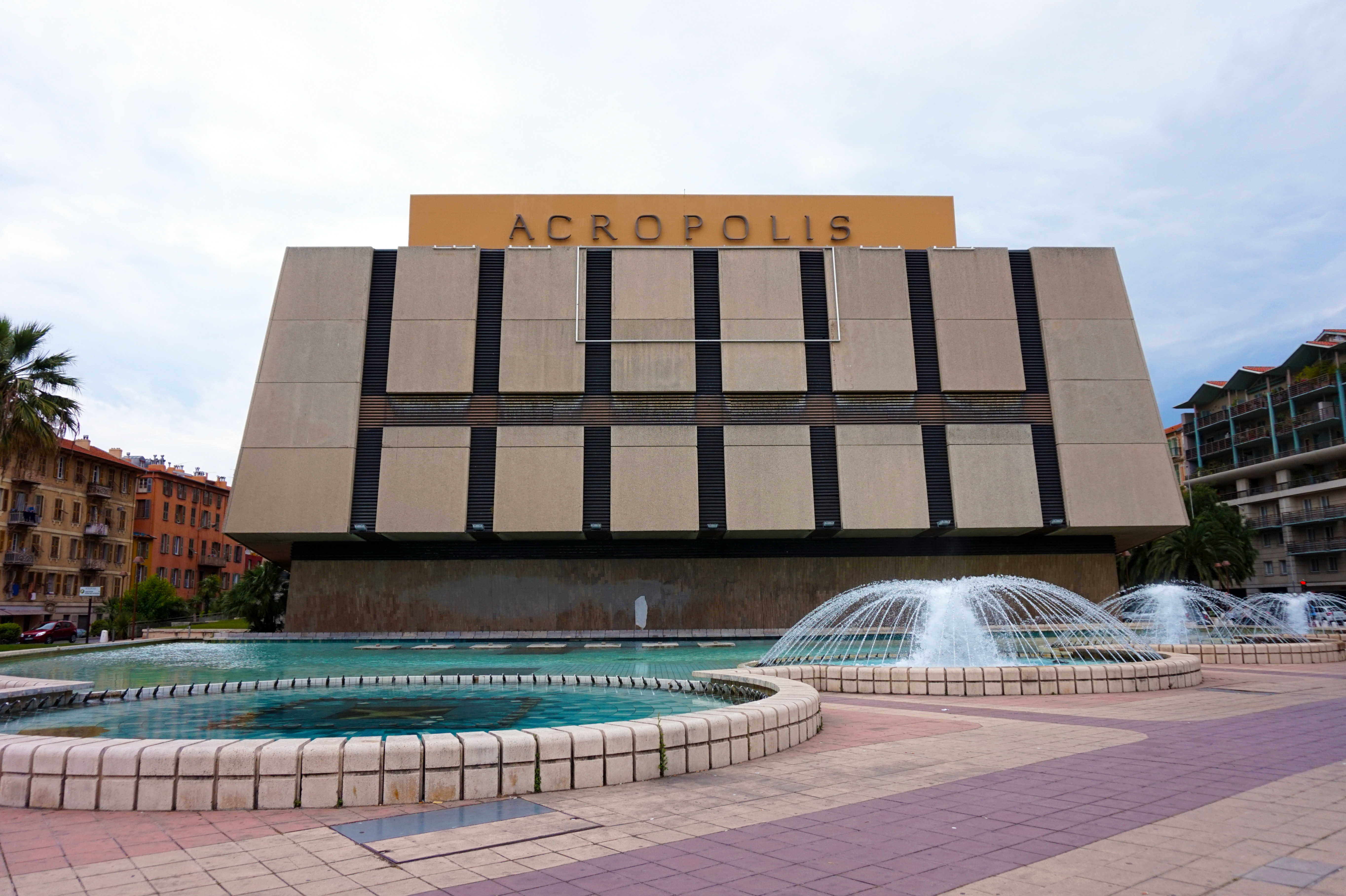
Acropolis (Nice).

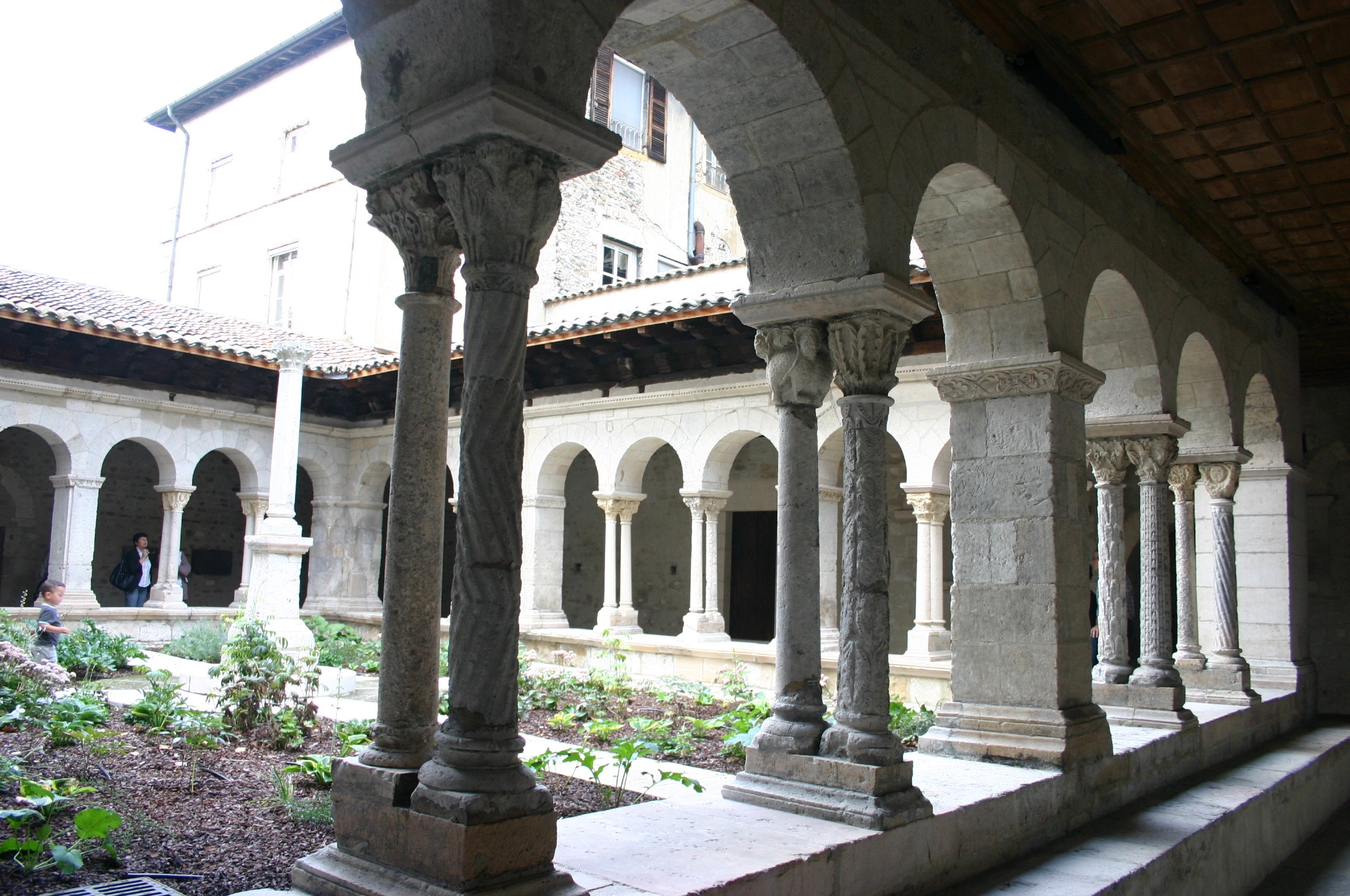
Cloître de l'Abbaye de Saint-André-le-Bas de Vienne.

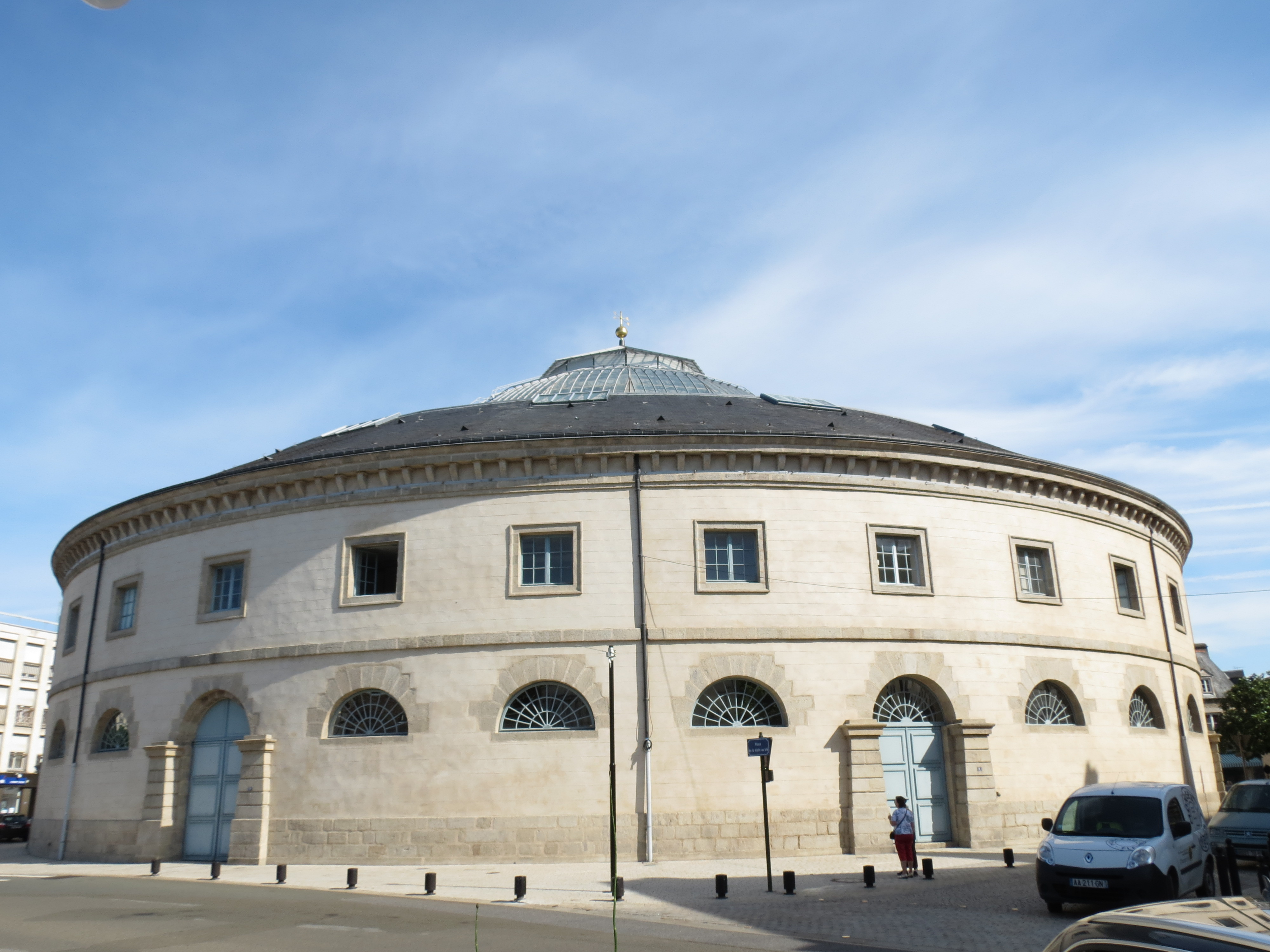
Halle au blé d'Alençon.

- Galerie contemporaine, rue de Seine, Paris, 1939[27].
- Galerie de Berri, Paris, 1942[28].
- Galerie des Trois-Quartiers, Paris, janvier-février 1943, février-mars 1944.
- Galerie Drouant-David, Paris, 1946, 1948, 1951, 1953[28].
- Galerie Arthur Tooth & Sons, Londres, juin 1954[29].
- Galerie Les Arts, Vence, avril-mai 1957.
- Galerie David et Garnier, Paris, novembre 1957 (L'Apocalypse)[30],[31],[32], novembre 1958 (Escales), décembre 1959 - janvier 1960 (Le Paradis terrestre), décembre 1960 (Provence)[33], mai-juin 1962 (Lumière d'été), novembre-décembre 1968 (Figures rituelles)[34].
- Paintings and watercolours, galerie Wildenstein, New York, mars-avril 1959.
- Château Grimaldi, Cagnes-sur-Mer, juillet-août 1960.
- Carzou - Œuvres graphiques, galerie Soleils, Paris, mars 1962.
- Galerie La Gravure, février-mars 1965.
- Carzou lithographe, bibliothèque Forney, Paris, janvier 1966[35].
- Carzou - Rétrospective, palais de la Méditerranée, Nice, 1966[18].
- Musée de l'Athénée, Genève, juillet-septembre 1966.
- Carzou, 1932-1967, rétrospective dans le cadre des Floralies internationales, musée des beaux-arts d'Orléans (hôtel Cabu), juin-septembre 1967.
- Baukunst Galerie, Cologne, juillet-septembre 1969.
- Le Bateau Lavoir, Touques, juillet-août 1972.
- Carzou - Dessins, aquarelles, galerie Tamenaga, Paris, février-mars 1973, novembre-janvier 1985 (Cent petits formats), octobre-décembre 1994.
- Hommage à Carzou, VIe Biennale de Trouville-sur-Mer, juillet-août 1974.
- Carzou, l'œuvre gravé, galerie Vision nouvelle, Paris, juin-novembre 1975.
- Carzou - Œuvres récentes, peintures et dessins, galerie Nichido, février-mars 1976.
- Carzou - Peintures, dessins, lithographies, musée postal, Paris, 1976[36].
- Château de Val, Lanobre, 1977[26].
- Galerie Isy Brachot, Bruxelles, mars-avril 1978.
- Hommage à Carzou, château de Rochechouart, avril-juillet 1978.
- Carzou - Œuvres de 1945 à 1965, Galerie de la Présidence, Paris, décembre 1979[37].
- Galerie Mikimoto, Tokyo, octobre 1980.
- Château de Vascœuil, 1981[38].
- Galerie Paul Vallotton, Lausanne, décembre 1982 - janvier 1983.
- Château de Villeneuve (fondation Émile-Hugues)[24], juillet-septembre 1983, 1986.
- Carzou, l'œuvre graphique, hôtel de Chemellier, Angers, octobre-novembre 1986.
- Carzou, l'œuvre lithographique, Musée d'art et d'histoire de Saint-Denis, mai-août 1987.
- Carzou, les années 1930-1940, galerie de Francony, Paris, 1988.
- Acropolis, Nice, décembre 1988 - janvier 1989.
- Galerie Ducastel, Avignon, juin-juillet 1989.
- Galerie Tamenaga, Tokyo et Osaka, mars-avril 1995.
- Carzou, l'Apocalypse, Fondation Carzou, Manosque, 1992, juin-septembre 2007.
- Carzou - Toiles et dessins pour le théâtre, ancien évêché de Sarlat, automne 1995[39].
- Cloître roman de l'abbaye de Saint-André-le-Bas de Vienne, mars 1996.
- Carzou - Rétrospective, espace Bonnard, Le Cannet, 1997[36].
- Hommage à Jean Carzou, Halle au blé d'Alençon, novembre-décembre 2000.
- Centenaire de la naissance de Carzou, exposition dans le cadre de l'année de l'Arménie en France, La Bouvêche, Orsay, mai-juin 2007[40].
- Galerie Bernhein-Jeune, Paris, décembre 2008, janvier 2012[41].
- Espace Art et liberté, Charenton-le-Pont, mars-avril 2011[42].
- Jean Carzou - Visions surréelles, galerie Richard, Paris, mars-avril 2013[43].
- Le Terrier, repaire d'artistes, Loches, août-octobre 2017.
- Carzou - Rétrospective, centre culturel Valery-Larbaud, Vichy, mars-avril 2018[44].
- Il était une fois Carzou, château de la Forêt, Livry-Gargan, septembre 2018.
- Carzou - Peintures, dessins, lithographies, Galerie Au Duc de Richelieu, Roanne, mai-juin 2019

### Expositions collectives
- Salon des Tuileries, Musée d'art moderne de la ville de Paris, juin-juillet 1944.
- Bimillénaire de Paris - Comité Montparnasse - Exposition de peintres et sculpteurs de l'École de Paris, La Coupole, Paris, juin-juillet 1951[9].
- Vingt-huit jeunes peintres, vingt-huit jeunes femmes - Paul Aïzpiri, Roger Bezombes, Bernard Buffet, Philippe Cara Costea, Jean Carzou ("Portrait de Madame Emmanuel David"), Antoni Clavé, Simone Dat, Michel de Gallard, Mick Micheyl, Jean Navarre, Michel Patrix, Paul Rebeyrolle, Michel Thompson…, Galerie Drouant-David, Paris, décembre 1951 - janvier 1952.
- l'École de Paris, galerie Charpentier, Paris, 1954, 1957.
- 5e International Art Exhibition, Japon, 1959.
- Le pétrole vu par cent peintres, Palais Galliera, Paris, 1959. Toile présentée : La raffinerie de Berre.[45]
- Hommage aux provinces françaises (affiche de Jean Carzou), vitrines du faubourg Saint-Honoré, Paris, mai-juin 1960[34].
- Art figuratif - Yvette Alde, Bernard Buffet, Jean Carzou, Bernard Lorjou, André Marchand, Michel Patrix, Gabriel Zendel, Galerie Paul Raffray, Paris, mars 1961.
- Exposition à l'occasion des États généraux du désarmement, Cercle Volney, Paris, mai 1963.
- L'art et la médecine vus par vingt-quatre peintres - Jean Aujame, Yves Brayer, Louis Berthomme Saint-André, Philippe Cara Costea, Jean Carzou, Roger Chapelain-Midy, Michel Ciry, Pierre Clayette, Jean Cocteau, Paul Collomb, Édouard Goerg, François Heaulmé, Jean Jansem, Georges Rohner, Gabriel Zendel..., galerie Dulac, Paris, octobre-novembre 1963.
- Daniel du Janerand, Jean Carzou, ville de Fontainebleau, avril 1973.
- Panorama de la peinture contemporaine - Paul Aïzpiri, Jean-Pierre Alaux, Paul Ambille, Yves Brayer, Bernard Buffet, Rodolphe Caillaux, Jean Carzou, Michel Ciry, Marcel Cramoysan, Jef Friboulet, Pierre Gautiez, Camille Hilaire, Franck Innocent, Monique Journod, Michel King, Roland Lefranc, Édouard Georges Mac-Avoy, Georges Mirianon, Jean Navarre, Marcel Peltier, Christian Sauvé, Robert Savary, Gaston Sébire, Arthur Van Hecke…, hôtel de ville de Sotteville-lès-Rouen[46].
- Images et imaginaires d'architecture - Dessin, peinture, photographie, arts graphiques, théâtre, cinéma en Europe aux XIXe et XXe siècles, centre Georges-Pompidou, Paris, mars-mai 1984.
- De Bonnard à Baselitz - Dix ans d'enrichissements du cabinet des estampes, Bibliothèque nationale de France, 1992[47].
- Artistes et métiers d'art du Vaudoué, sous le haut patronage de Jean Carzou, salle communale du Vaudoué, avril 1994[11].
- Artistes et présidents - Jean Commère, Antoniucci Volti, Édouard Georges Mac-Avoy, Jean Carzou, Roger Chapelain-Midy, André Hambourg, Jean-Pierre Alaux, Arnaud d'Hauterives, Gaston Sébire, Jean Cluseau-Lanauve…, salle Chemellier, Angers, octobre-novembre 1998[48].
- Le rêve - Autour de Jean Carzou, château du Bois-d'Huré, Lagord, juin 2011[49].
- De Cuno Amiet à Zao Wou-Ki - Le fonds d'estampes Cailler, musée d'art de Pully, février-avril 2013[50].
- John M. Armleder - Jean Carzou, galerie Richard, New York, juin-août 2014[51].
- Cent lithographies de peintres contemporains, château-mairie de la Mothe, Mérinchal, août 2020[52].
- Alde-Carzou-Zendel - Dessins et gravures de la Nouvelle École de Paris, Galerie T, Vannes, 10 décembre 2022-12 février 2023[53].

### Les Salons
La toile La promenade des amants que Carzou accroche au Salon des peintres témoins de leur temps en 1952 lui vaut le premier prix.
Ses expositions les plus marquantes ont ainsi pour thème « Venise » (1953), « L’Apocalypse »(1957), « Figures rituelles » (1968) et jusqu’à « Versailles » (1994). Depuis son arrivée à Paris jusqu'en 1992, il a exposé au Salon des indépendants, société d'artistes à laquelle il avait adhéré dès 1929, dont il est devenu sociétaire le 11 février 1941, envers laquelle il marquait un grand attachement et à laquelle il a été fidèle jusqu'à la fin de ses jours alors qu'il connaissait la célébrité. Il a participé également au Salon d'automne de 1940 à 1979 et est l'auteur de l'affiche du salon de 1973 (Hommage à Paris) qui a été tirée sur les presses de Fernand Mourlot.
Carzou ne se contente pas de peindre des toiles bleues et singulières. Il enchâsse ses tableaux et ses aquarelles dans des médaillons de velours ou de papiers dentelés. À certains critiques d'art qui le qualifient de « décorateur », il lance « vous aurez de la peinture mais aussi du théâtre ».

## Œuvre

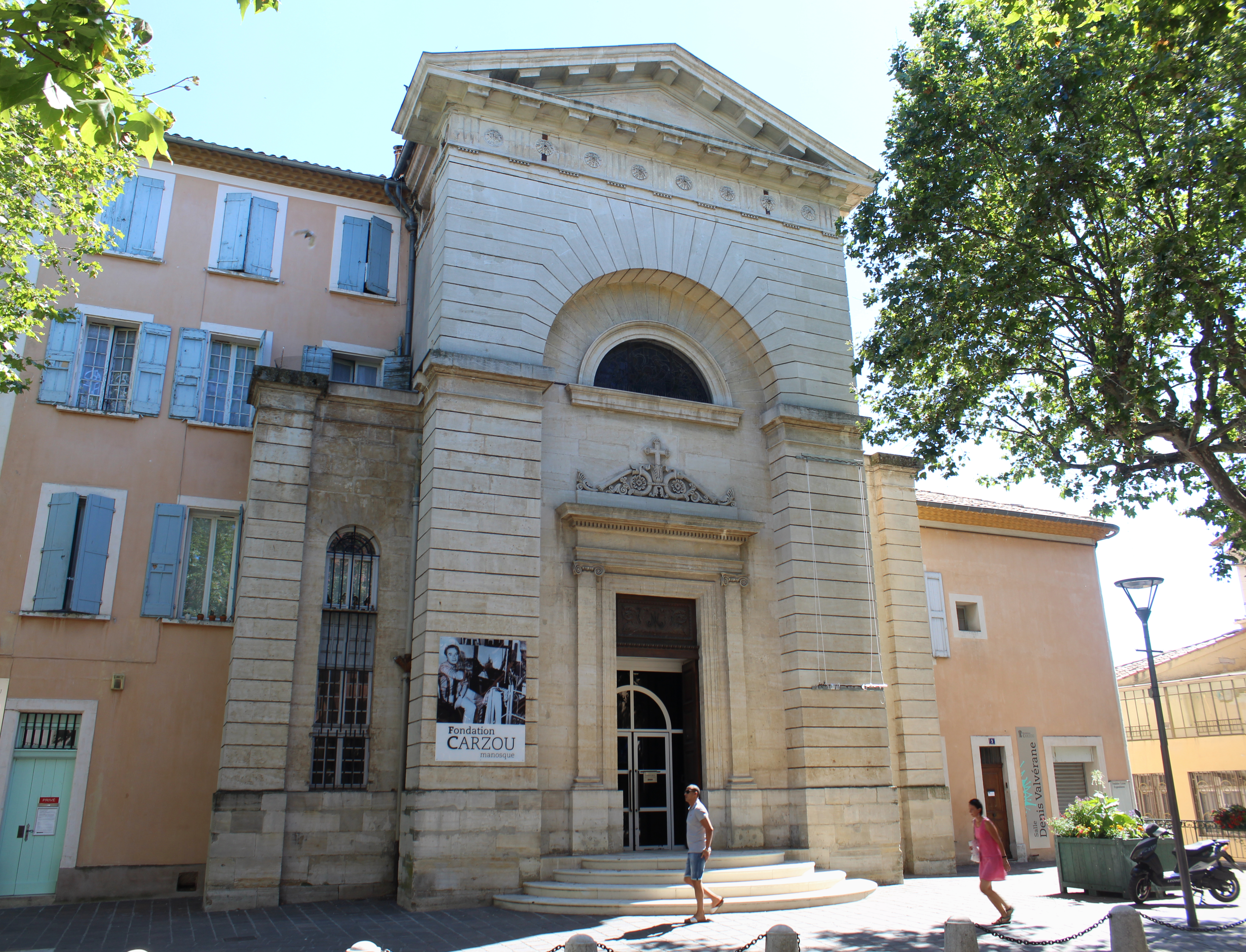
Couvent de la Présentation de Manosque.

### L'église de Manosque
Après une longue carrière de peintre, graveur et décorateur de théâtre, Carzou entreprend en 1990 une gigantesque Apocalypse dont il pare les murs de l’église de la Présentation à Manosque (Alpes-de-Haute-Provence) ; non pas l’illustration littérale de l’Apocalypse de saint Jean, mais « le climat de notre époque » peuplée d’horizons dévastés, de navires embrumés, de rails enchevêtrés et de blockhaus traduisant sa hantise de la guerre et de l’holocauste. Il y réalise notamment un portrait de femme-arbre au visage de Madone, délivrant au monde un message d’éternelle humanité.

### Livres illustrés

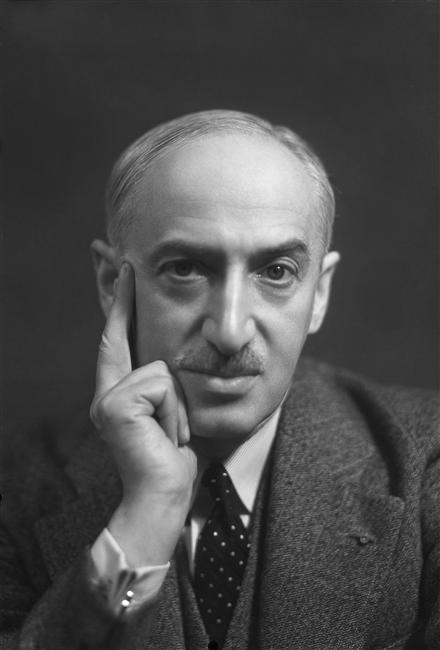
André Maurois.

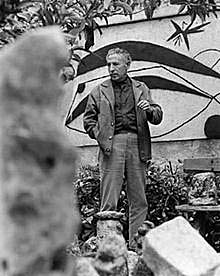
André Verdet.

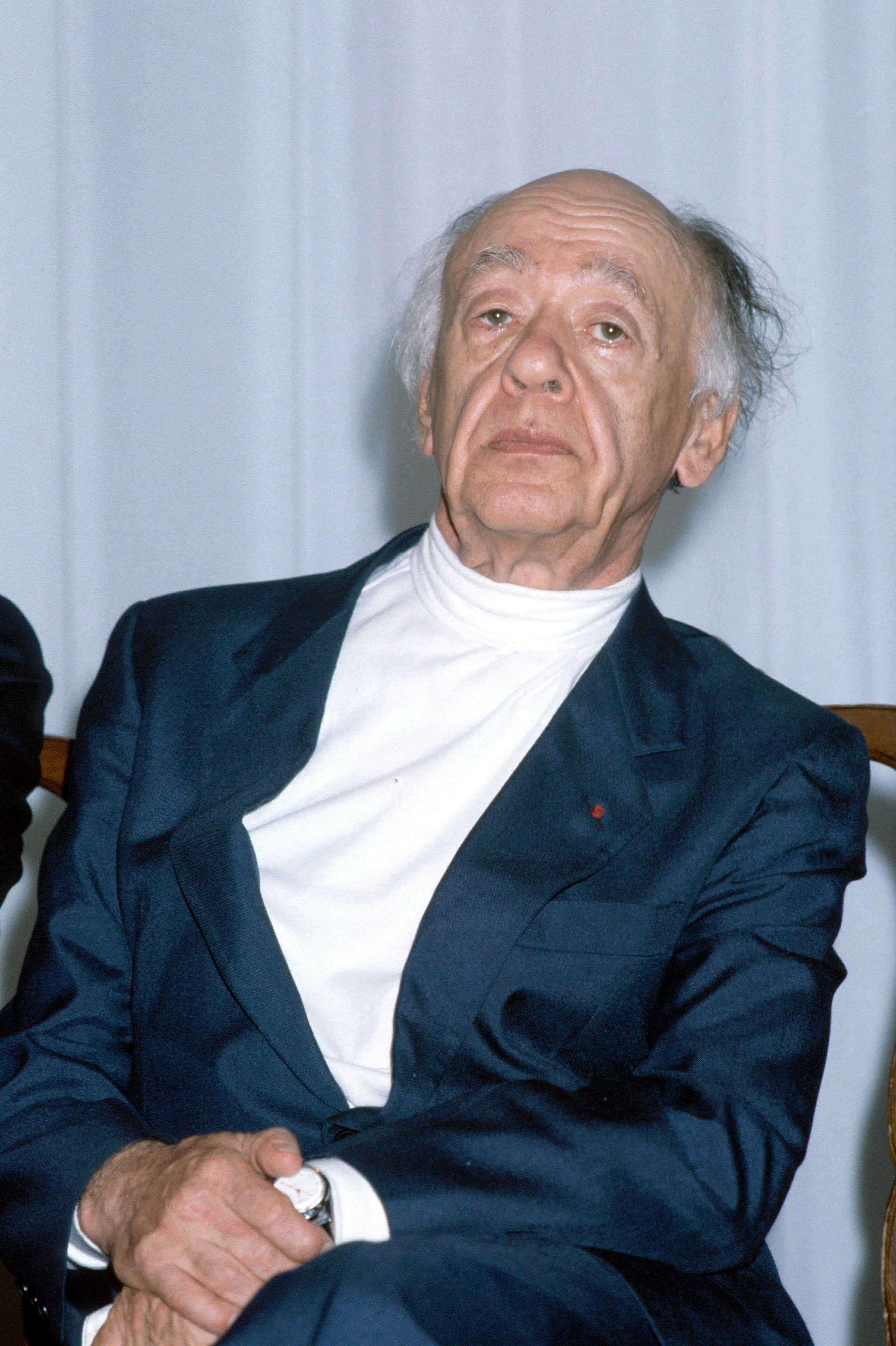
Eugène Ionesco.

- Charles Kunstler, Solitude, lithographie originale de Jean Carzou en frontispice, Presses littéraires de France, 1954.
- Jacques Audibert, Lagune hérissée, vingt et une lithographies originales de Jean Carzou, cent quarante-cinq exemplaires numérotés, Éditions Les Cent Une, Paris, 1958.
- Robert Rey, L'Apocalypse, lithographies originales de Jean Carzou, cent exemplaires numérotés, Éditions André Sauret, Monaco, 1959.
- André Maurois, France, dix lithographies originales de Jean Carzou, Éditions Joseph Foret, Paris, 1960.
- André Flament, L'événement par soixante peintres - Édition des Peintres témoins de leur temps à l'occasion de leur XIIe exposition au Musée Galliera, enrichi de vingt lithographies originales éditées par Fernand Mourlot et signées, dont Yvette Alde, Roger Bezombes, Yves Brayer, Jean Carzou, Michel Ciry, Jean Commère, François Desnoyer, Roger Lersy, Kostia Terechkovitch, Gabriel Zendel..., Éditions du Musée Galliera, 1963.
- Georges Simenon, Ma conviction profonde, une lithographie originale de Jean Carzou, Pierre Cailler, Genève, 1963.
- Jeannine Warnod, Les peintres, mes amis, une lithographie originale de Jean Carzou, deux-cent cinquante exemplaires numérotés, Les Heures Claires, Paris, 1964.
- Ernest Hemingway (traduction de Maurice-Edgar Coindreau), L'Adieu aux armes, dix-sept lithographies originales de Jean Carzou, Éditions André Sauret, Monaco, 1964.
- André Verdet, Cœur épris - Cruel amour, cinq pointes-sèches originales de Jean Carzou, Aux dépens des amateurs, 1965.
- Albert Camus, Carnets, mai 1935-mars 1951, dix-sept lithographies originales de Jean Carzou, cinq mille exemplaires numérotés[56], lithographies originales de Carzou ; publication : Monte-Carlo, Éditions André Sauret ; Paris, Imprimerie nationale, 1965.
- François Mauriac, Œuvres romanesques, 2 tomes, Flammarion, Paris, 1965.
- L'Académie Goncourt, Regards sur Paris, trois lithographies originales de Jean Carzou, Éditions André Sauret, Monaco, 1965.
- Denise Jallais, Pour mes chevaux sauvages, une lithographie originale de Jean Carzou, Guy Chambelland, Paris, 1966.
- Gérard Mourgue, Amour de Béatrice, illustrations de Jean Carzou, Seghers, 1966[57].
- Jean Poindessault, Le long détour, trois lithographies originales numérotées et signées de Jean Carzou, soixante-trois exemplaires numérotés, 1967.
- Jean-Paul Sartre, La Nausée, couverture de Jean Carzou (tableau La place de Furstenberg), Culture-Art-Loisir, Paris, 1967.
- Arthur Rimbaud, Les Illuminations, vingt gravures sur cuivre originales de Jean Carzou, deux cent cinquante-cinq exemplaires numérotés dont cent cinquante signés par l'artiste et portant le timbre sec de sa signature, Grafic Europa Anstalt, 1969.
- Edgar Allan Poe, Double assassinat de la rue Morgue, neuf lithographies originales de Jean Carzou, Éditions André Sauret, Monaco, 1969.
- Jules Verne, Carzou illustre de lithographies originales les pages de Jules Verne tirées de "De la Terre à la Lune" (dont 6 lithographies en doubles pages), Grand In-4 en feuillets sous emboîtage bleu outremer doublé de velours rouge, pièce de titre au dos, non paginé, trois cent cinquante exemplaires numérotés, Pierre de Tartas, 1970.
- Pierre Mac Orlan, Sous la lumière froide, huit illustrations de Jean Carzou, Éditions Rombaldi, 1972.
- Eugène Ionesco, Journal en miettes, neuf lithographies originales de Jean Carzou, Éditions André Sauret, 1973.
- Jean Hébert, Bouddhas et Bouddhisme, neuf aquarelles originales de Jean Carzou, Éditions Pierre de Tartas, 1974.
- Nane Carzou, Voyage en Arménie, trois lithographies originales de Jean Carzou, Éditions Flammarion, Paris, 1974.
- Jean Giono, Colline - Triomphe de la vie, illustrations de Maurice Buffet et Jean Carzou, Éditions Pierre de Tartas, 1974.
- William Shakespeare, La Nuit des rois, douze illustrations de Jean Carzou, Les Heures Claires, Paris, 1974.
- Nelly Vaucher-Zananiri, Soleil absent, poèmes illustrés par Jean Carzou, Éditions Saint-Germain-des-Prés, 1974.
- André Verdet, Amour lointain, couverture, quatre dessins et une gravure originale de Jean Carzou, Éditions Galilée, Paris.
- Nane Carzou, La ville à l'envers, trois lithographies originales de Jean Carzou, Éditions d'art de Francony, Nice, 1976.
- Francis Scott Fitzgerald (préface d'Antoine Blondin, Bernard Frank et Jean-François Revel), Gatsby le Magnifique, illustrations de Jean Carzou, Famot, Genève, 1976.
- Jacques Kravetz, L'autre jour, une lithographie originale numérotée et signée de Jean Carzou, quatre-vingt exemplaires numérotés, Saint-Germain-des-Prés, 1977.
- Claudine Chonez, Les yeux d'amandes amères, une gravure originale numérotée et signée de Jean Carzou, soixante exemplaires numérotés, Guy Chambelland, Paris, 1977.
- Nane Carzou, La mort au bord du lac, couverture et une gravure originale de Jean Carzou, cent exemplaires numérotés, Éditions Galilée, Paris, 1979.
- Julien Gracq, Au château d'Argol, onze lithographies originales de Jean Carzou, Société des bibliophiles de l'Automobile Club de France, 1979.
- Dino Buzzati, Le K, illustrations de Jean Carzou, Les Impénitents, Fontenay-aux-Roses, 1981.
- Jean Robert Delahaut, Venise, terre d'Europe, une lithographie originale de Jean Carzou, trois cents exemplaires numérotés, Paris, 1985.
- Martine Cadieu, Venus de la mer, une gravure originale numérotée et signée de Jean Carzou, cinquante exemplaires numérotés, Éditions Rougerie Mortemart, 1990.

### Tapisseries
- L'Invitation au voyage, manufacture des Gobelins[18].
- La Périchole, atelier « Le Mur du nomade », Aubusson, 1962[36].

### Affiches de cinéma

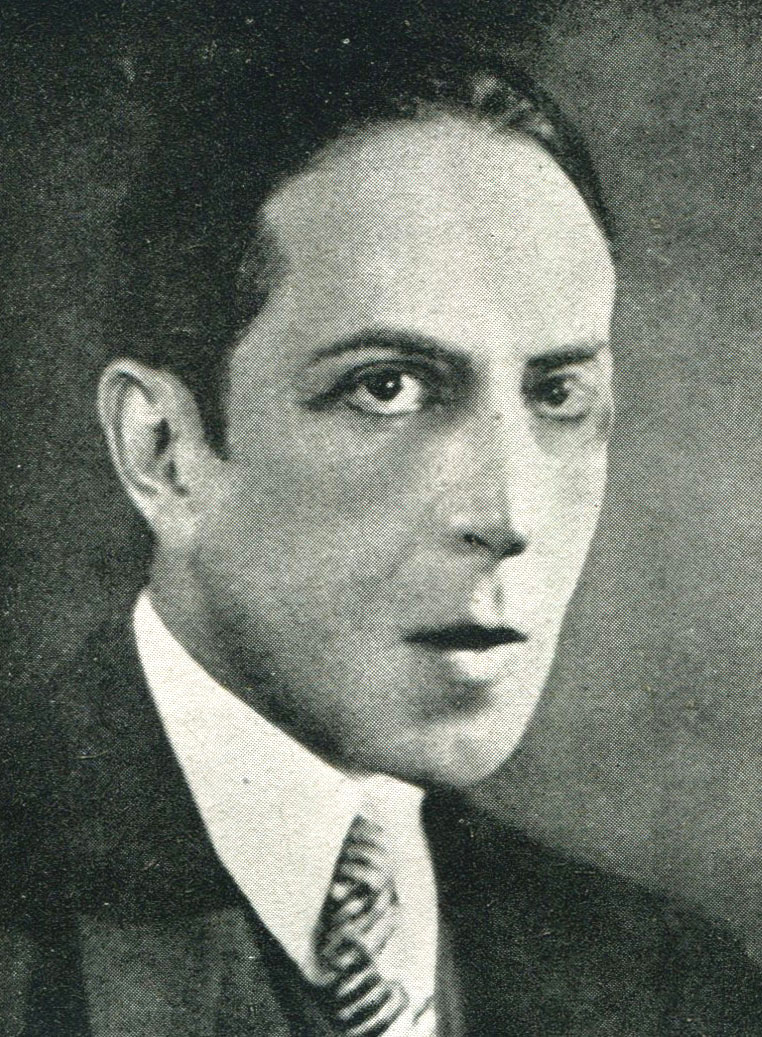
Marcel L'Herbier

- Le Mystère de la chambre jaune, film de Marcel L'Herbier, 1930.
- Le Parfum de la dame en noir, film de Marcel L'Herbier, 1931[58].
- L'Ange bleu, film de Josef von Sternberg, 1930. Maquette d'affiche, 1932[59].

### Design
- Étiquette du Château Mouton Rothschild, premier grand cru classé de Pauillac, 1954[60].

## Réception critique

Roger Caillois

- « La main de Carzou est vraiment arachnéenne. Le décor de songe qu'il dresse dans le déroulement de son imagination transcende la réalité pour nous faire assister à l'apparition d'un univers tout de silence et de solitude, où le fantastique se teinte de féerie. Cette féerie estompe l'angoisse, je ne sais quelle menace qui plane sur le tableau. Comme dans beaucoup de tableaux ou de fresques exécutés par les Primitifs italiens, le suspense pictural établit entre les êtres et les choses arrive finalement à se séraphiser. » - André Verdet[61]
- « Un profond intérêt, tant spirituel qu'esthétique, pour les inventions humaines sur le plan des machines faites pour construire ou pour détruire. Monde d'acier, terrible et docile ; où la réalité, le symbole et le cauchemar se rejoignent. Monde complexe, parfois terrifiant, déshumanisé, qu'il traduit en lignes acérées, hérissées de crocs et d'épines, éminemment expressives, révélatrices de la tension intérieure. » - Roger Caillois[62]
- « Ce monde de captures et d'agressions, de verticales tombant en grilles de cachots, n'est habitable qu'à celui qui en aime l'amère poésie, la tension à goût de cruauté, les éclaboussements de couleurs furieuses ou perfides, ces rouges, ces verts, ces jaunes de soleils malades, ces bleus d'un lourd apaisement. Parfois cependant, une étrange douceur, timide, comme n'osant être elle-même, se glisse entre la dentelle métallique des barreaux. Douceur paradoxale, combinaison d'arômes tropicaux dont le parfum suinte des coques de vieux navires pirates, naufragés par le fond ou encalminés au fond des petites baies des archipels à noms sauvages. » - Marcel Brion de l'Académie française[63]
- « Il fut un temps où Carzou s'exprimait non pas en lignes verticales et horizontales, mais en déployant des courbes souples que l'on retrouverait plus tard dans ses paysages de Provence. Ces premiers tableaux évoquent des branches de houx, une architecture végétale crépitante, parcourue de lueurs dansantes. Mais qui connaît cette période ou veut s'en souvenir ? On veut à tout prix enfermer Carzou dans sa dernière manière. Pire encore : ne lui concéder une existence légale qu'à partir des décors de théâtre qu'il a créés pour l'Opéra et dont sa peinture ne serait qu'un dérivé... Les préjugés collent à la peau. Et, si le peintre Carzou s'est efforcé d'apporter sa réponse à l'attente de notre imagination, l'homme Carzou, lui, se refuse à caresser nos oreilles : il affiche en matière d'esthétique des propos fort peu conformistes. » - Pierre Mazars[37]
- « En 1930, la peinture de Carzou baigne déjà dans le fantastique, un fantastique abstrait : sur un fond noir, une fissure blanche permet l'irruption d'une étrange lumière. Mais le monde qui sera le sien va sortir complètement de l'ombre. À partir de 1937, il se développe par tranches, comme un paysage plongé dans la brume et dont les morceaux divers se dégagent et se succèdent tour à tour à notre vue. Voici des femmes et les objets qui constituent leur univers. Puis voici un monde d'entreprises guerrières, voué aux armes à feu et aux arsenaux. Succèdent brusquement des villes paisibles, aux places bordées de palais, puis des ports, des quais, des bateaux, une cathédrale semblant surgir de la mer ; des voies ferrées maintenant ; puis des campagnes sur lesquelles passent les saisons, et sur tous ces paysages semble régner un étonnant silence. » - Pierre Dehaye[64]
- « Nombreux sont les collectionneurs fidèles à ce peintre français d'origine arménienne, académicien depuis 1978, à ses rêves, à ses grands espaces scandés de verticales colorées, à son graphisme fouillé et fourmillant, à son imagerie décoratrice ; ils trouvent chez lui la paisible réconciliation d'un art figuratif surréalisant avec une expression "moderne". » - Gérald Schurr[39]
- « Ses ports désertés, gardés par de singuliers veilleurs solitaires, ses portiques ouverts sur des ruines, ses arlequins figés à l'abri de leur masque, ses canons, ses rails sans train et ses signaux immobiles, ses arbres serrés, mais toujours défeuillés, n'ont rien de déprimant. Ils favorisent l'évasion de l'esprit dans une atmosphère mi-fantastique, mi-réelle et offrent une sorte d'étrangeté familière semblable à celle des rêves. » - René Chabannes[26]
- « Cet incomparable technicien a poussé l'élégance à faire disparaître la moindre trace d'un labeur minutieux, pour donner libre cours à une inventivité ouverte sur les fantasmes de l'inconscient. Son œuvre met en scène l'homme esclave de la machine et de son destin, perdu dans un univers ruiné. Étranges inventions prémonitoires que les siennes, qui lui firent imaginer des villes fantômes, des ports, des champs ravagés par la guerre, jonchés de charrues brisées, de socs hostiles, de rails enchevêtrés de chemins de fer, visions d'holocaustes prêts à resurgir. Mais Carzou ne s'abandonne pas à la tristesse. La nature réserve des miracles à qui sait la regarder. Dans les jardins enchantés ou ensorcelés, des fleurs poussent, les arbres reverdissent près de mystérieuses demeures, les femmes aux corps élancés rêvent et des couples d'amoureux s'apprêtent à quitter ces cités lacustres pour une Cythère prometteuse d'un bonheur inaccessible. » - Lydia Harambourg[28]

## Hommages

### Prix et distinctions

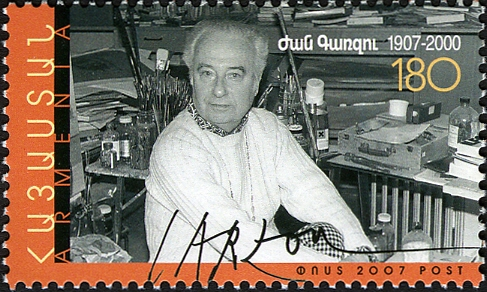
Timbre-poste, Arménie, 2007.

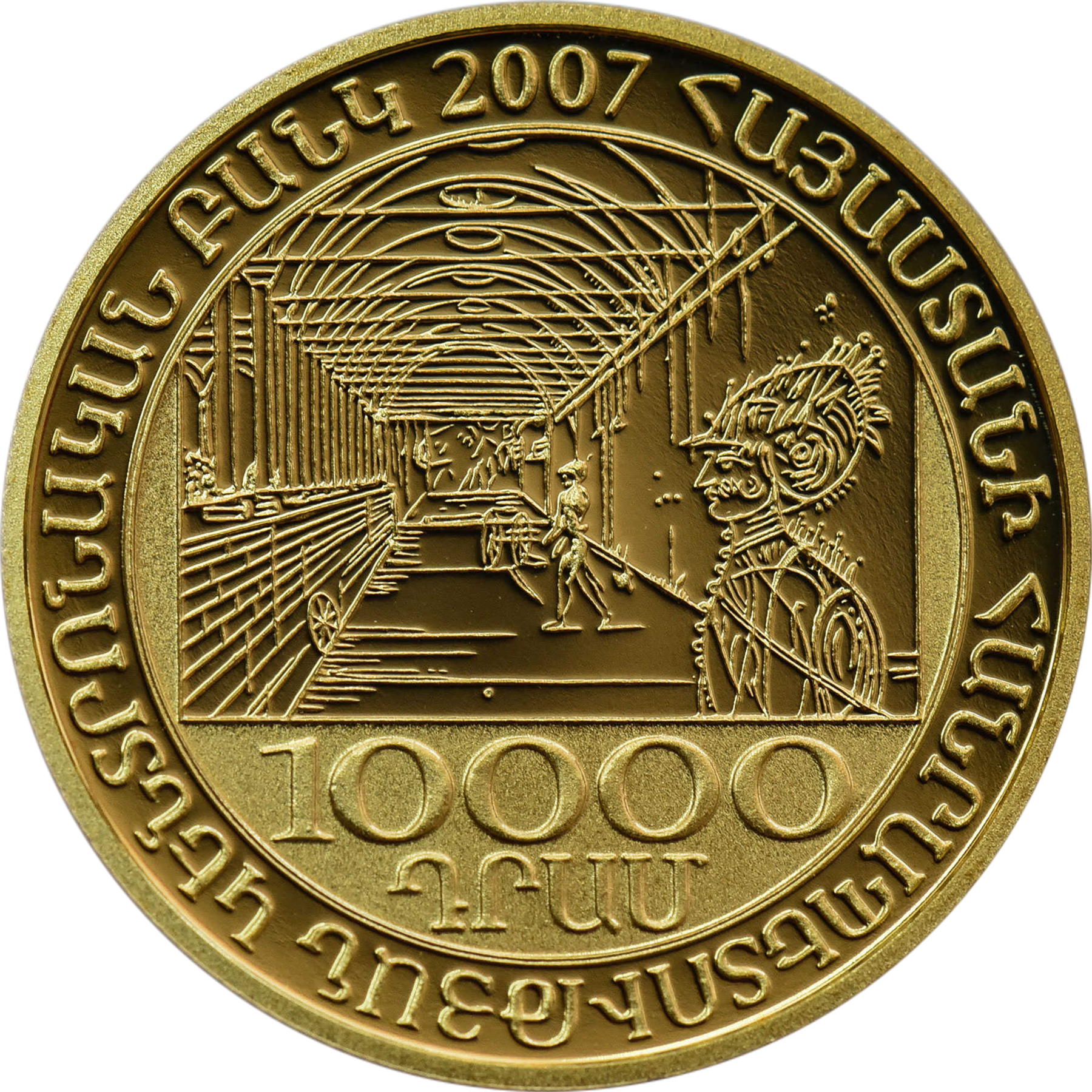
Pièce de 10000 dram, 2007, avers.

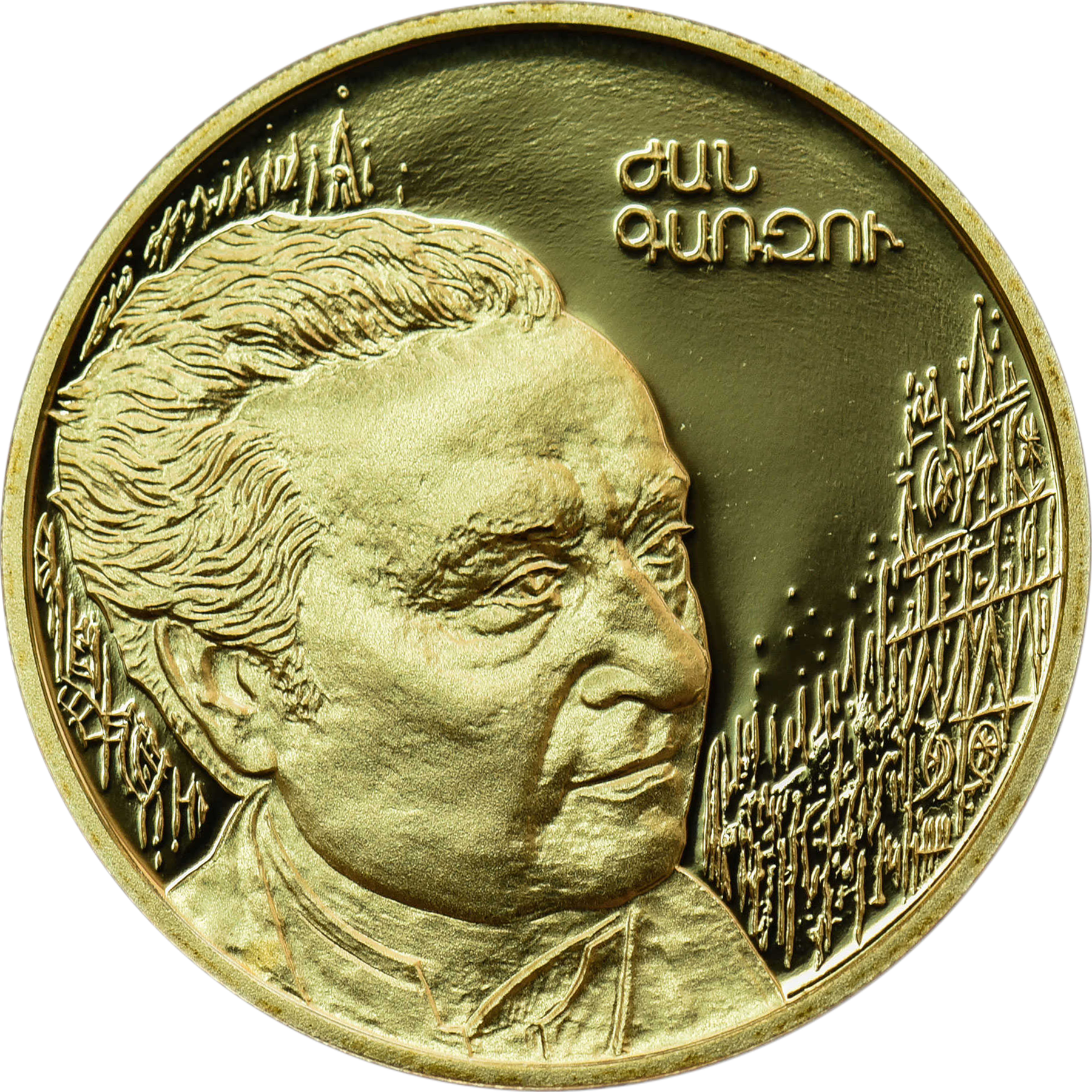
Pièce de 10000 dram, 2007, revers.

- Prix Saint-François-d'Assise (avec Jean Bazaine), 1937[40].
- Prix Hallmark 1949, 1952, 1955.
- Premier prix de Salon des peintres témoins de leur temps, 1952[18].
- Grand Prix de l'Île-de-France, 1954[18].
- Prix de l'Éducation nationale, Japon, 1955[18].
- Classé parmi les dix meilleurs peintres de l'après-guerre, référendum de la revue Connaissance des arts, 1955[15].
- Membre du jury du Grand Prix de Rome, 1956[65].
- Grand Prix « Europe » de la première Biennale de Bruges, 1958[15].
- Décoration Martiros-Sarian, Arménie, 1962.
- Membre du jury du Festival de Cannes, 1976[66].
- Membre de l'Académie des beaux-arts, élu en 1977.
- Officier de la Légion d'honneur.
- Commandeur de l'ordre national du Mérite.
- Commandeur de l'ordre des Arts et des Lettres.

### Philatélie
- Timbre-poste Jean Carzou - Princesse lointaine, France, 18 septembre 1978[67].
- Timbre-poste Jean Carzou, Arménie, 2007.

### Numismatique
- Pièce de 10 000 dram, œuvre de Jean Carzou sur l'avers, portrait de l'artiste sur le revers, Arménie, 2007.

## Collections publiques

### Algérie
- Musée national des Beaux-Arts d'Alger.

### Australie
- National Gallery of Victoria, Melbourne, Venise, lithographie, 1966[68].

### Belgique
- Arlon, musée Gaspar, collection de l'Institut archéologique du Luxembourg, lithographies[69].

### Canada
- Musée Laurier, Victoriaville (Canada).

### États-Unis
- Art Institute of Chicago, Sans titre (paysage), encre, aquarelle et gouache, 1952[70].
- Musée d'art Nelson-Atkins, Kansas City (Missouri).

### France
- Musée Granet, Aix-en-Provence.
- Château Grimaldi de Cagnes-sur-Mer.
- Musée d'art Roger-Quilliot, Clermont-Ferrand, six œuvres.
- Château de Val, Lanobre, Le château de Val[26].
- Musée d'art moderne André-Malraux, Le Havre.
- Musée des Baux-de-Provence.
- Musée des beaux-arts de Lyon.
- Château-mairie de la Mothe, Mérinchal, lithographie (donation Jean Triolet)[52].
- Centre national du costume de scène, Moulins.
- Cabinet des estampes de la Bibliothèque nationale de France, Paris.
- Musée d'art moderne de la ville de Paris.
- Musée national d'art moderne, Paris :
  - La Baie des songes, huile sur toile, 1949 ;
  - L'Annonciation, huile sur toile, 1951 ;
  - Portrait de l'oiseau qui n'existe pas, encre, aquarelle et gouache, 1957[71].
- Musée des beaux-arts de Rouen.
- Musée du Domaine départemental de Sceaux :
  - Le château abandonné à Bougival, huile sur toile ;
  - Environs de Saint-Léger, huile sur toile, 1953.

### Russie
- Musée de l'Ermitage, Saint-Petersbourg.

### Suisse
- Musée d'art de Pully.

## Collections privées
- Paquebot France, Parc de l'Île-de-France, peinture[6].
- Raymond Barre[22].
- Jean Bouret, Les palmiers, gouache et encre de Chine 23x31cm, 1950[72].
- Jean Marais, Venise, toile[73].

### Radiophonie
- Radioscopie, Jacques Chancel reçoit Jean Carzou, France-Inter, 22 novembre 1968.